# Die Landärztin (Film)
Die Landärztin, auch Die Landärztin vom Tegernsee, ist ein deutscher Heimatfilm von Paul May aus dem Jahr 1958.

## Handlung
Dr. Petra Jensen ist eine aufstrebende Ärztin an einem städtischen Klinikum. Sehr zur Verwunderung ihres Kollegen Dr. Friebe entscheidet sie sich, im kleinen Dorf Kürzlingen als Landärztin anzufangen. Dort stößt sie zunächst auf Ablehnung: Der Bürgermeister hatte ausdrücklich „einen neuen Doktor“ angefordert und in den Unterlagen, die ihm zugeschickt wurden, statt „Petra“ immer „Peter“ gelesen. Die Vorbehalte im Dorf gegen die neue, unverheiratete und junge Ärztin sind so groß, dass die Patienten sich zunächst bei Tierarzt Dr. Rinner in Behandlung begeben und später den Arzt aus dem Nachbarort aufsuchen. Nur der alte Zipfhauser lässt sich von Petra und ihrer Assistentin, der alten Seestallerin, behandeln, und ist von ihrer behutsamen Art begeistert. Da Petra eine Patientin in eine Klinik einweisen muss, nimmt sie deren kleine Tochter Hannerl in der Zwischenzeit bei sich auf.
Als der für den Bürgermeister arbeitende Großknecht Girgl von einem streunenden Hund gebissen wird, vermutet Dr. Rinner eine Tollwutinfektion. Petra will Girgl ins nächste Krankenhaus schicken, doch stellen sich der Bürgermeister und vor allem seine Frau gegen ihre Anweisung. Petra handelt nach ärztlicher Pflicht und lässt Girgl am nächsten Tag von der Polizei gegen den Willen des Bürgermeisters ins städtische Krankenhaus bringen. Die Dorfbewohner stellen sich nun endgültig gegen sie, auch wenn Dr. Rinner seine Kollegin verteidigt: Als Ärztin habe sie absolut vorbildlich gehandelt. Dass er sich zudem in Petra verliebt hat, behält er für sich.
Es ist der Pfarrer, der Petra schließlich hilft. Er täuscht einen Herzinfarkt vor und gesundet plötzlich nach Petras Behandlung. Es stellt sich zudem heraus, dass Girgl tatsächlich mit Tollwut angesteckt war, so dass Petra ihm mit der Einweisung das Leben gerettet und die Ansteckung anderer verhindert hat. Die Dorfbewohner vertrauen Petra nun, und sie beginnt ein vorsichtiges Verhältnis mit Dr. Rinner.
Nur die Frau des Bürgermeisters stellt sich immer noch energisch gegen Petra. Als sie erfährt, dass ihre Tochter Afra heimlich bei Petra war, gerät sie außer sich und schlägt Afra, da die nicht den Grund des Besuches verraten will. Afra stürzt und bittet halb ohnmächtig, eine Hebamme zu holen – sie ist im achten Monat schwanger und hatte dies bisher nur Petra anvertraut. Die Seestallerin kann jedoch allein nichts für Afra tun, da das ungeborene Kind quer liegt. Petra, die gerade ein Rendezvous mit Dr. Rinner hat, wird geholt und rettet in einer komplizierten Operation Mutter und Kind das Leben. Sie hat nun den Respekt der Bürgermeistersfrau – kurze Zeit später findet die Hochzeit von Afra und dem Kindsvater statt. Petra wird öffentlich für ihre Arbeit gedankt und bekannt gegeben, dass sie sogar das Angebot, in einer bedeutenden städtischen Klinik zu arbeiten, für ihre Arbeit als Landärztin abgelehnt hat. Petra bekennt, dass sie sich inzwischen dazugehörig fühlt und das kleine Hannerl verkündet, dass Petra und Dr. Rinner heiraten wollen.

## Drehorte
Die Außenaufnahmen entstanden zum größten Teil in und um Neubeuern, das heute zum Landkreis Rosenheim gehört. Hauptdrehort war dabei der Marktplatz von Neubeuern, der den Kern des Ensembles Ortskern Neubeuern bildet. Die Aufnahmen am Anfang des Films wurden an der Kreisstraße RO 9 südlich von Samerberg, in Sollach südöstlich von Neubeuern und am Friedhof bei der Kirche Heilige Dreifaltigkeit in Altenbeuern gedreht.
Die Werkstatt, in der Andy Zipfhauser arbeitet, befand sich im denkmalgeschützten Gebäude Hauptstraße 11 im benachbarten Nußdorf am Inn, der Bahnhof des fiktiven Ortes Kürzlingen in Rohrdorf.
Die Atelieraufnahmen entstanden im Divina-Studio Baldham.

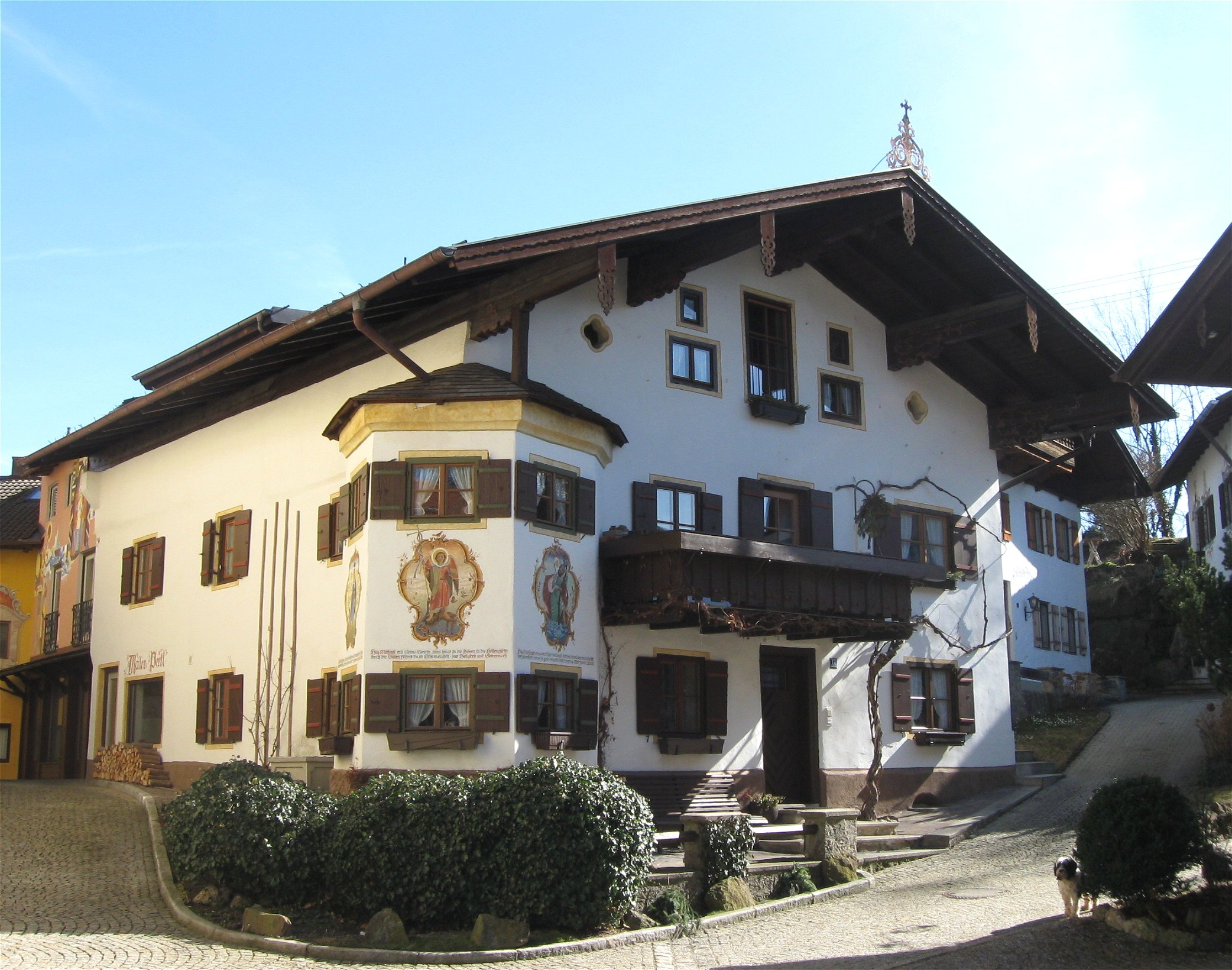
Marktplatz 17, Neubeuern (Arztpraxis)
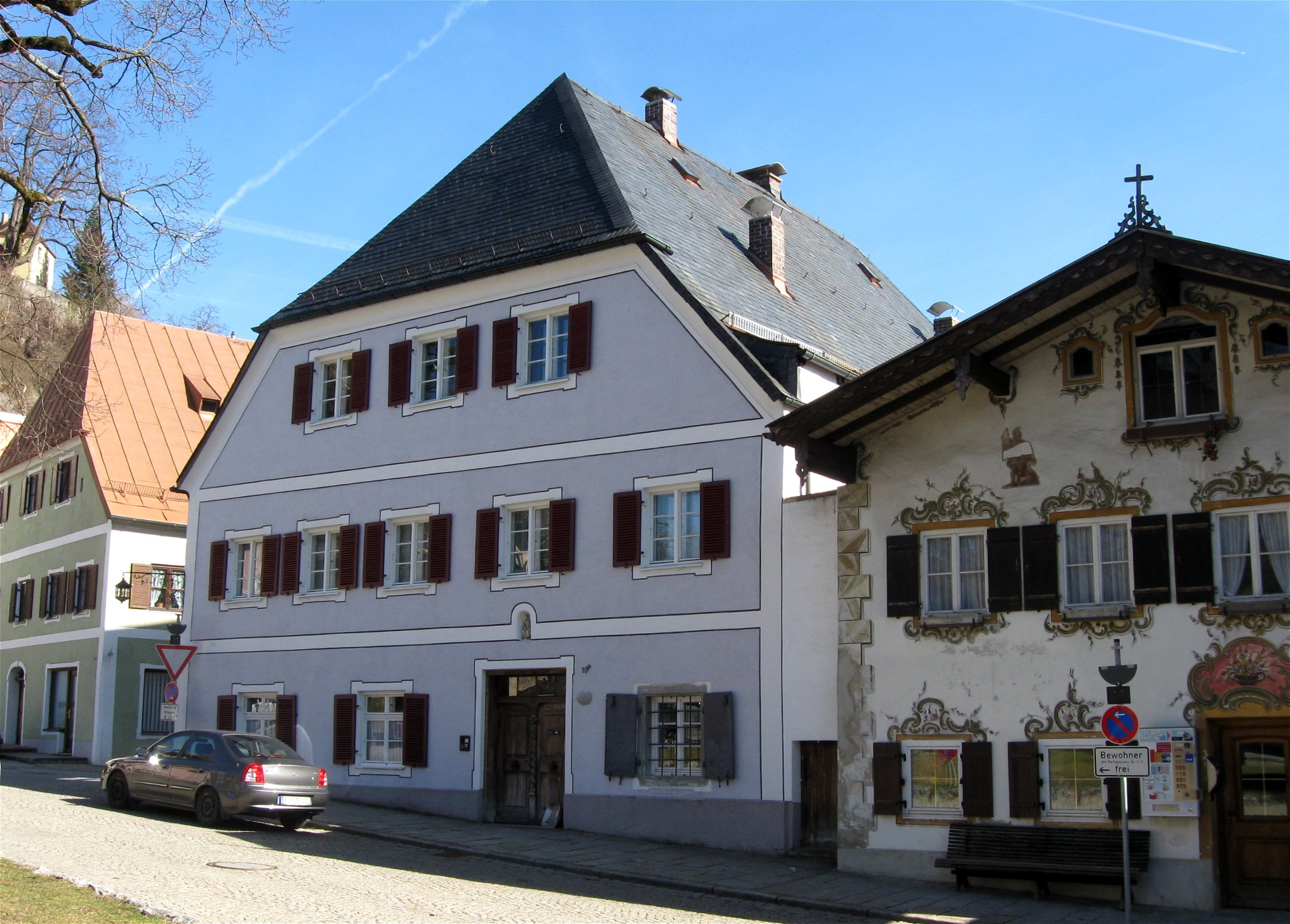
Marktplatz 10, Neubeuern (Prarrhof)
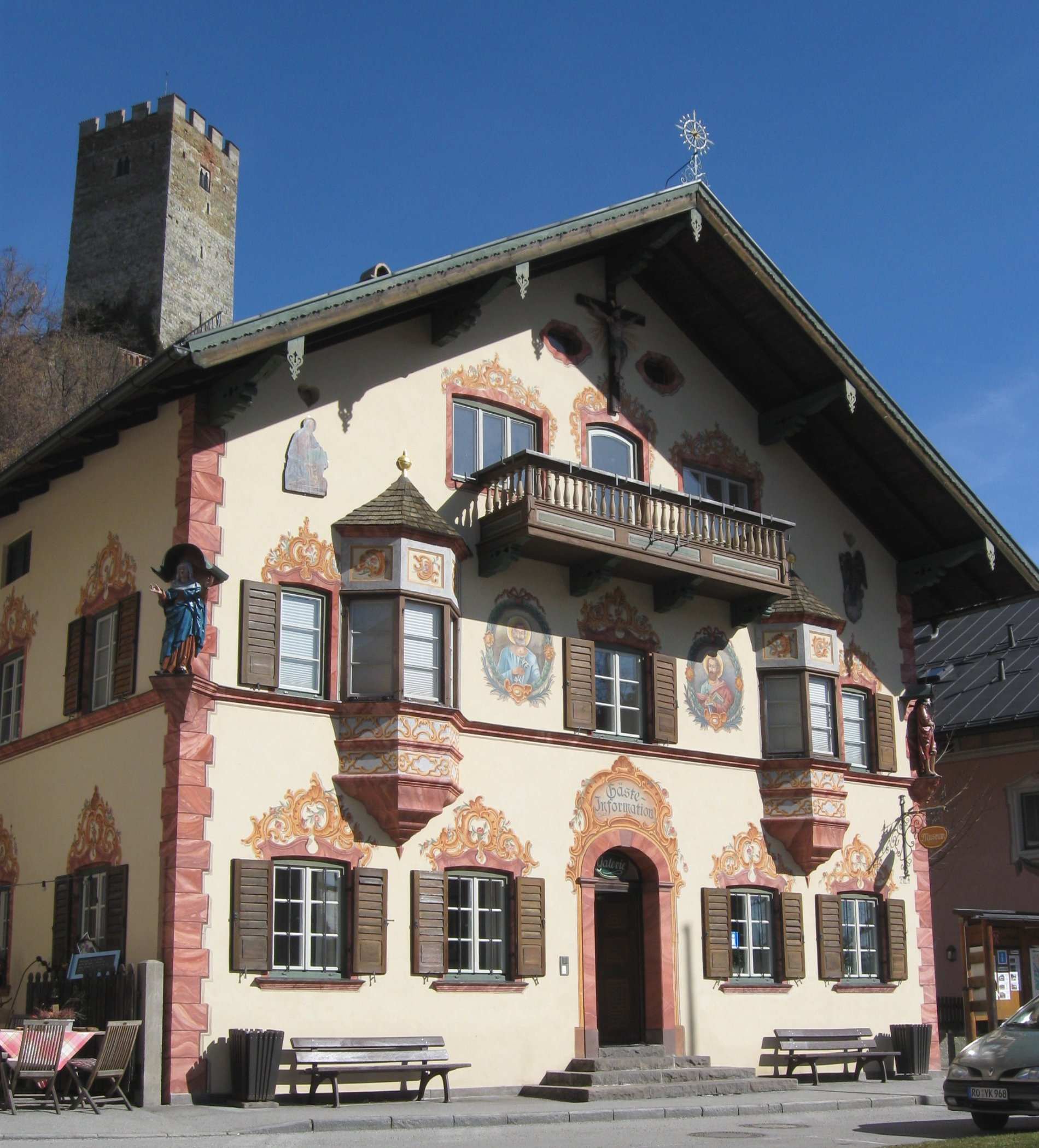
Marktplatz 4, Neubeuern (Haus des Bürgermeisters)
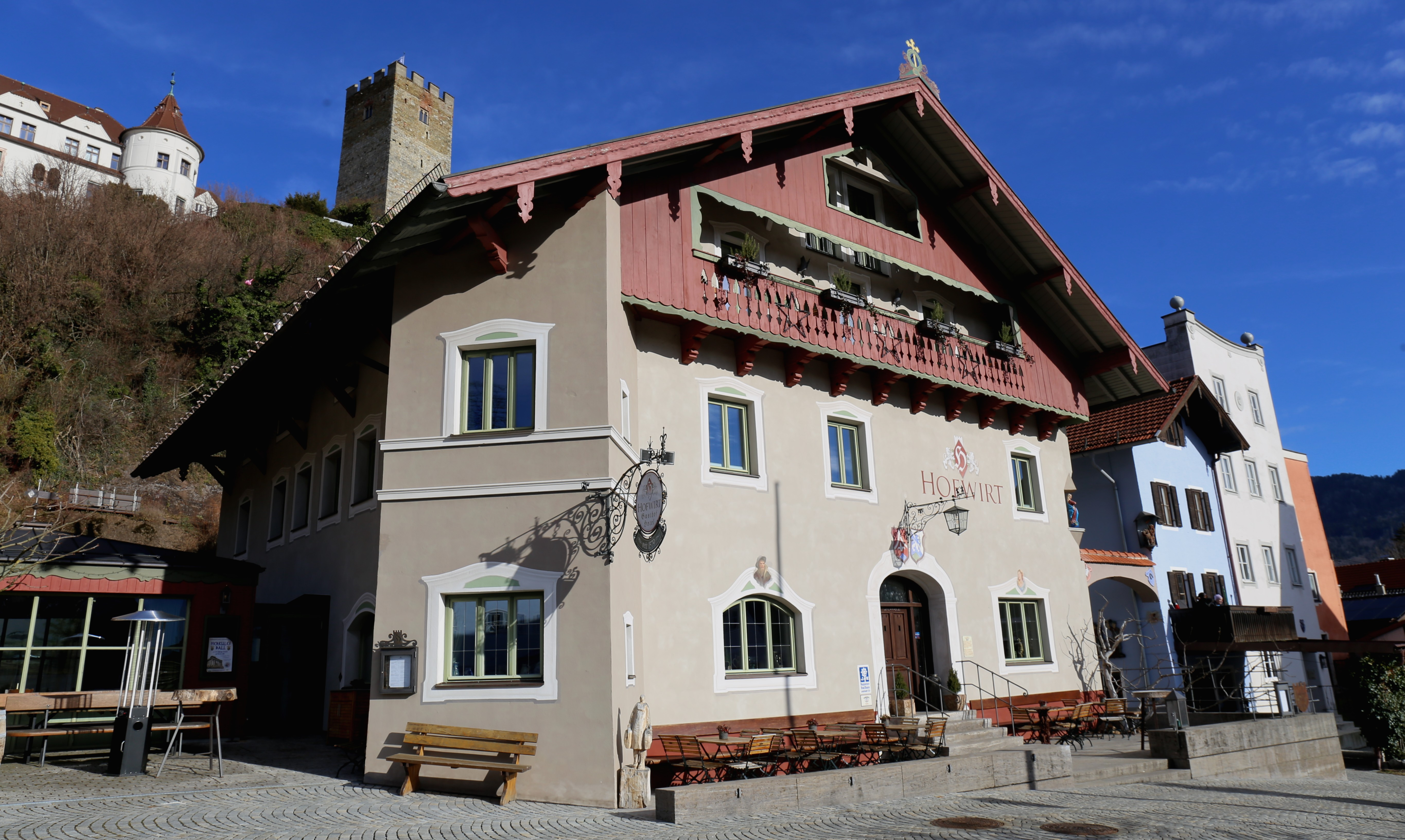
Marktplatz 5, Neubeuern (Gaststätte)
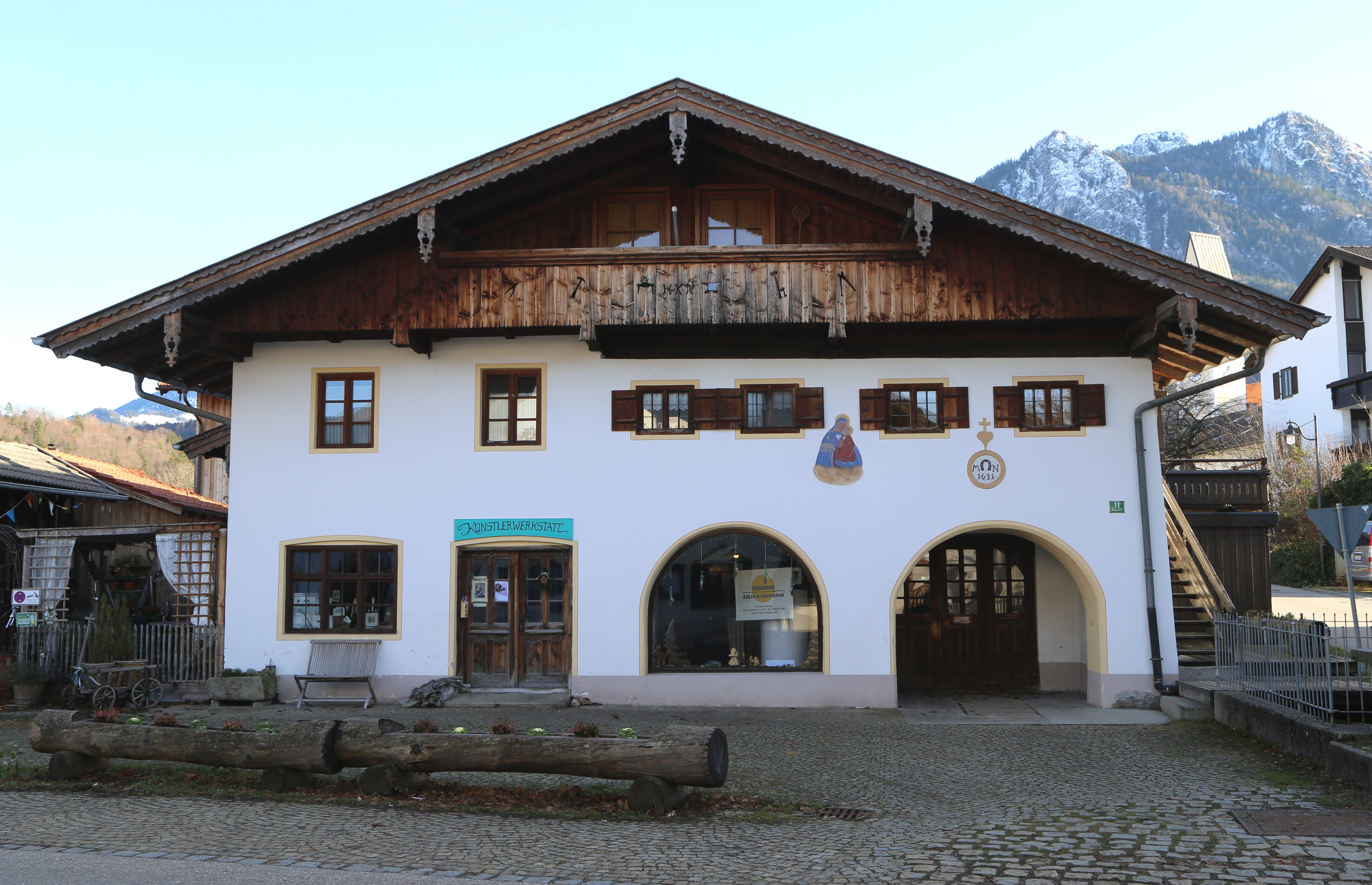
Hauptstraße 11, Nußdorf (Werkstatt)

## Produktionsnotizen
Der Film wurde von der Produktionsfirma KG Divina GmbH & Co. hergestellt. Die Firma gehörte Ilse Kubaschewski, die zugleich Inhaberin des Erstverleihs Gloria-Film GmbH & Co. Filmverleih KG war.
Den im Film enthaltenen Titel Blauer Himmel, weiße Wolken, grüne Wälder komponierte Theo Möhrens.
Der im Film von Petra benutzte Roller war ein NSU Prima.
Die Uraufführung erfolgte in verschiedenen Städten am 31. Oktober 1958.
Die Landärztin inspirierte den ersten Teil der gleichnamigen Fernsehreihe.

## Kritik
Das Lexikon des internationalen Films bezeichnete Die Landärztin als „humoristisch eingefärbte[n] Heimatfilm in herkömmlicher Inszenierung – nicht durchweg geschmackvoll“.